# Jacinto dos Reis Fisher
Jacinto dos Reis Fisher (Angra do Heroísmo, 8 de janeiro de 1867 — Coimbra, 12 de julho de 1947) foi um militar de artilharia do Exército Português, onde atingiu o posto de general.
Era bacharel, formado em matemática em 1889. 
Foi agraciado com os graus de Comendador (15 de fevereiro de 1919) e Grande-Oficial da Ordem Militar de Avis (5 de outubro de 1930).